# ای جرزلو
ای جرزلو (به هلندی: IJzerlo) یک منطقهٔ مسکونی در هلند است که در آلتن واقع شده‌است.